# Ivan Lebedeff
Ivan Lebedeff (nacido Iván Vasílievich Lebedev (ruso: Иван Васильевич Лебедев), 18 de junio de 1894 - 31 de marzo de 1953) fue un actor de cine ruso, conferencista y escritor. Apareció en 66 películas entre 1926 y 1953. En 1940, su novela, Legión de la Deshonra, fue publicada.

## Biografía
Lebedeff nació en Ushpol, ahora Uzpaliai, entonces parte del Imperio ruso, ahora Lituania, el 18 de junio de 1894. Emigró a los Estados Unidos en 1925 y en 1930 fue registrado en Los Ángeles como actor.
El 15 de agosto de 1937 se registró su reingreso en los Estados Unidos desde México, cuando se observó que había residido en los Estados Unidos entre el 2 de octubre de 1925 y el 14 de octubre de 1930, y nuevamente entre el 20 de abril de 1932 y el 13 de agosto de 1937. Su pariente más cercano fue su hermana Nathalie Lebedeff, de Niza, en el sur de Francia.
El 12 de noviembre de 1937, se naturalizó en el Tribunal de Distrito de los Estados Unidos para el Distrito Sur de California. En 1944, hizo campaña a favor del gobernador Thomas Dewey, candidato presidencial republicano.
Murió el 31 de marzo de 1953 en Los Ángeles, California, de un ataque al corazón.

## Filmografía parcial
- Fine Manners (1926) - El Príncipe (sin créditos)
- The Sorrows of Satan (1926) - Amiel
- The Love of Sunya (1927) - Ted Morgan
- The Angel of Broadway (1927) - Lonnie
- The Forbidden Woman (1927) - Sheik
- Let 'Her Go Gallagher (1928) - Stephen B. Hade AKA Four Fingers Dan
- Walking Back (1928) - Beaut Thibaut
- Sin Town (1929) - Pete Laguerro
- The Veiled Woman (1929) - Capt. Paul Fevier
- The One Woman Idea (1929) - Hosainn
- Street Girl (1929) - Prince Nicholaus of Aregon
- They Had to See Paris (1929) - Marqués de Brissac
- Men Without Women (1930) - Hombre en el bar con sombrero de copa (sin créditos)
- The Cuckoos (1930) - Barón de Camp
- Midnight Mystery (1930) - Mischa Kawelin
- Conspiracy (1930) - Butch Miller
- The Lady Refuses (1931) - Nikolai Rabinoff
- Laugh and Get Rich (1931) - Conde Dimitriff (sin créditos)
- Bachelor Apartment (1931) - Pedro De Maneau
- The Gay Diplomat (1931) - Capitán Ivan Orloff
- Unholy Love (1932) - Alex Stockmar
- Sweepings (1933) - Príncipe Niko Gilitziv (uncredited)
- Made on Broadway (1933) - Ramon Salinas
- Laughing at Life (1933) - Don Flavio Montenegro
- Bombshell (1933) - Marqués
- Moulin Rouge (1934) - Ramoné
- The Merry Frinks (1934) - Ramon Alvarez
- Kansas City Princess (1934) - Dr. Sascha Pilnakoff
- Strange Wives (1934) - Dimitri
- Sweepstake Annie (1935) - Barón Rudolph Baritska
- Goin' to Town (1935) - Ivan Valadov
- China Seas (1935) - Ngah
- She Couldn't Take It (1935) - Conde (uncredited)
- The Golden Arrow (1936) - Conde Guilliano
- Pepper (1936) - Barón Von Stofel
- Love on the Run (1936) - Igor
- Mama Steps Out (1937) - Coco Duval - el pintor
- Fair Warning (1937) - Conde Andre Lukacha
- History Is Made at Night (1937) - Michael Browsky
- Maytime (1937) - Compañero en la cena de Empress (sin créditos)
- Atlantic Flight (1937) - Barón Hayygard
- Angel (1937) - Príncipe Vladimir Gregorovitch (escenas eliminadas)
- Conquest (1937) - Capitán Cosaco (sin créditos)
- Wise Girl (1937) - Prince Michael
- Straight Place and Show (1938) - Ivan Borokov - Jinete ruso
- You Can't Cheat an Honest Man (1939) - Ronnie (sin créditos)
- The Mystery of Mr. Wong (1939) - Michael Strogonoff
- Trapped in the Sky (1939) - Dure
- Hotel for Women (1939) - Galdos (sin créditos)
- Passport to Alcatraz (1940) - Bogen
- Public Deb No. 1 (1940) - Feodor
- The Shanghai Gesture (1941) - El jugador
- Blue, White and Perfect (1942) - Alexis Fournier
- Lure of the Islands (1942) - El comandante
- Foreign Agent (1942) - Okura
- Journey into Fear (1943) - Testigo (sin acreditar)
- Mission to Moscow (1943) - Sr. Rosengoltz (sin acreditar)
- Around the World (1943) - Menlo (sin acreditar)
- Are These Our Parents? (1944) - Alexis Dolan
- Oh, What a Night (1944) - Boris
- Rhapsody in Blue (1945) - Invitado del club nocturno (sin acreditar)
- Heartbeat (1946) - Ladrón en Ball (sin acreditar)
- California Conquest (1952) - Alexander Rotcheff
- The Snows of Kilimanjaro (1952) - Marqués (sin acreditar)
- The War of the Worlds (1953) - Dr. Gratzman (sin acreditar)